# Janove Ottesen
Janove Ottesen (Bryne, Rogaland, 27 augustus 1975, geboren als Jan Ove Ottesen) is een Noors zanger en gitarist. Hij is de voorman van de Noorstalige popgroep Kaizers Orchestra, maar zingt daarnaast ook Engelstalig als solo-artiest.

## Biografie
Ottesen kreeg als kind een gitaar van zijn oma, waar hij direct op leerde spelen. In zijn geboortedorp Bryne was weinig te doen en daarom besloten Ottesen en jeugdvriend Geir Zahl muziek te gaan maken. Nadat Ottesen een opleiding had gevolgd in Bergen groeide de muzikale samenwerking uit tot de popgroep Kaizers Orchestra, in 2000. De groep maakt al snel nationale en internationale furore (Denemarken en Nederland).
Een aantal jaar later besluit Ottesen naast zijn werk voor de band ook een soloproject op te zetten, wat resulteert in het album Francis' Lonely Nights, dat uitkomt in 2004. Anders dan in het Kaizers Orchestra zingt Ottesen hier niet in het Noors, maar in het Engels. De bedoeling was om de plaat alleen in Noorwegen uit te brengen, maar omdat de reacties in het buitenland zo goed waren werd besloten om het album ook internationaal uit te brengen.
In 2007 schreef Ottesen de muziek voor de Noorse familiemusical Det Tusende Hjertet. De musical ging van start in november van dat jaar.

## Discografie

### In Kaisers Orchestra

#### Albums
- Ompa Til Du Dør (2001)
- Evig Pint (2003)
- Maestro (2005)
- Live At Vega (2006)
- Maskineri (2008)
- Violeta Violeta Vol.1 (2011)

#### Singles/ep's/Overig
- Kaizers Orchestra EP (Den gule EPen) (2000)
- Død manns tango (2002)
- Kontroll på kontinentet (2002)
- Mann mot mann (2002)
- The Gypsy Finale (Live) (2004)
- Maestro (2005)
- Maestro Bonus CD (2005)
- Viva la Vega DVD (2006)

### Solo, als Janove Ottesen

#### Album
- Francis' Lonely Nights (2004)
- Regnbuen Treffer Oss Ikkje Lenger (2016)
- Verden Går Til Helvete, Tralala (2016)
- Aldri La De Tru De Er Bedre Enn Deg (2016)
- Marlene (2016)

#### Musical
- Det Tusende Hjertet (2007)